# Ernest Bouchet
Pour les articles homonymes, voir Bouchet.
Ernest Bouchet, né le 3 mars 1903 à Colombiers (Vienne) et mort le 26 octobre 1986 à Biarritz (Pyrénées-Atlantiques), est un homme politique français.

## Détail des fonctions et des mandats
- 30 novembre 1958 - 9 octobre 1962 : Député de la 2e circonscription de la Vienne